# 水登勇太郎
水登 勇太郎（みずと ゆうたろう、1852年8月16日（嘉永5年7月2日） - 1917年（大正6年）10月20日）は、日本の政治家、衆議院議員（1期）。

## 経歴
石川県出身。陸軍に入り、軍曹に進む。小学校訓導、連合町会議員、同議長、金沢商業会議所会頭、石川県会議員、勧業諮問会員となる。また、機織業と水車業を営み、金沢産牛馬組合長、石川県産牛馬組合連合会議長、東亜貿易同盟会幹事、金沢市水車業組合長、金沢要用会社、金沢銀行各幹事、北陸運輸会社社長、金沢牛乳(資)、金沢組(名)各業務担当社員、明治商業銀行、金城貯蓄銀行、才明銀行各監査役を務めた。
1902年の第7回衆議院議員総選挙において金沢市選挙区から立憲政友会公認で立候補したが19票差で落選した。1903年の第8回衆議院議員総選挙では中正倶楽部から出馬して当選した。衆議院議員を1期務め、1904年の第9回衆議院議員総選挙では無所属で出馬して53票差で落選した。1917年に死去した。墓所は野田山墓地。